# Cerkiew Trzech Świętych Hierarchów w Symferopolu
Cerkiew Trzech Świętych Hierarchów – prawosławna cerkiew w Symferopolu, w eparchii symferopolskiej i krymskiej Rosyjskiego Kościoła Prawosławnego.
Pierwsza cerkiew pod tym wezwaniem powstała w Symferopolu w 1873, po powołaniu w tym mieście seminarium duchownego kształcącego przyszłych kapłanów eparchii taurydzkiej. Znajdowała się ona na drugim piętrze budynku seminaryjnego. Po 1900, gdy liczba słuchaczy seminarium wzrosła na tyle, że świątynia przestała wystarczać na ich potrzeby, urządzona została wolno stojąca świątynia w budynku sąsiadującym z gmachem seminarium. Dębowy ikonostas dla cerkwi wykonano w Petersburgu.
Cerkiew pozostawała czynna do 1924, gdy została zaadaptowana przez miejscowe władze radzieckie na archiwum obwodowe, a następnie magazyn biblioteczny. Kościół prawosławny odzyskał obiekt w 1989. Podjęto wówczas prace restauracyjne, zaś w 1996 na nowo umieszczono krzyże na kopułach budynku.